# Antocha (Orimargula) intermedia
Antocha (Orimargula) intermedia is een tweevleugelige uit de familie steltmuggen (Limoniidae). De soort komt voor in het Oriëntaals gebied.